# Kinowa
Kinowa è un personaggio dei fumetti protagonista di una serie western creata nel 1950 da Andrea Lavezzolo con lo pseudonimo di A. Lawson e disegnato prima dalla EsseGesse e dopo da Pietro Gamba che curò la serie fino al 1953. Il personaggio ha avuto notorietà e distribuzione in diversi paesi d'Europa, fra cui Francia, Grecia, Svezia e Turchia, dove sono stati inoltre realizzati sul suo soggetto anche fotoromanzi e film.

## Biografia del personaggio
Sam Boyle e la sua famiglia vengono attaccati dagli indiani mentre attraversano il far west con una carovana. Lui riesce a salvarsi nonostante gli indiani gli tolgano lo scalpo, ma la moglie viene uccisa e il figlio viene rapito, anche se lui lo crede morto. Diversi anni dopo appare un uomo che porta una maschera con le sembianze del diavolo; quest'uomo va a caccia di indiani per ucciderli con gusto e senza pietà, viene da loro chiamato Kinowa e ha una nomea di soprannaturale. Ben presto si scopre che si tratta di Sam Boyle, assetato di vendetta contro chi gli uccise la famiglia e gli tolse il cuoio capelluto. Agisce inizialmente da solo e poi assieme a Silver Gek, il figlio cresciuto dai pellerossa e poi ritrovato, e Long Rifle, scout e trapper.

## Storia editoriale
La serie a fumetti dedicata al personaggio venne edita dal maggio 1950 al marzo 1953 per centotrentacinque albi di formato quadrato che vennero interamente ristampati nel formato a strisce suddivise in sette serie, dal 1958 al 1960, nella collana Albi Stella d'oro, a conclusione della quale venne stampata una ottava serie di 36 numeri con storie inedite pubblicata dal 1960 al 1961, per un totale di 171 numeri. Una ristampa anastatica amatoriale è stata prodotta negli anni settanta.
La serie è stata ristampata varie volte in vari formati dal 1952. Nella seconda ristampa della collana agli episodi originali si aggiunge la Serie VII fino a quel momento inedita e composta di 36 albi realizzata da Andrea Lavezzolo con i disegni di Franco Oneta e Pietro Gamba.
Oltre a ristampe fino al 1990, sono stati poi pubblicati nel 2000 quattro albi inediti per un'avventura completa di Kinowa dalla Editoriale Mercury con il titolo Il ritorno di Kinowa, scritta da Ermes Senzò e disegnata da Yldirim Örer. L'anno seguente è stata infine pubblicata un'ulteriore storia da Il Fumetto Club, intitolata Nokiwa - Il fratello dello scotennato, con disegni di Corrado Civello.